# 乌盖苏木
乌盖苏木是中华人民共和国内蒙古自治区巴彦淖尔市乌拉特后旗下辖的一个苏木。
2012年1月20日，内蒙古自治区人民政府批复同意从巴音宝力格镇划出部分区域，设置乌盖苏木，乌盖苏木辖金门、富海、呼和、富山、巴音塔拉、和丰村委会6个嘎查村，苏木政府驻善达庙。

## 行政区划
乌盖苏木下辖以下村级行政区划单位：
巴音乌拉嘎查、阿拉腾哈拉嘎查、巴音塔拉嘎查、呼和嘎查、和丰村和巴彦淖尔嘎查。